# エフエムラジオ新潟
株式会社エフエムラジオ新潟（エフエムラジオにいがた、FM NIIGATA Co., Ltd.）は、新潟県を放送対象地域として超短波放送（FM放送）を行っている特定地上基幹放送事業者である。
通称はFM新潟（エフエムにいがた）、愛称はFM-NIIGATA（エフエムニイガタ）で、一般的には後者が使用される場合が多い。コールサインはJOXU-FM。JFN系列である。
広域放送または県域放送の民放ラジオ局で数少ない、緊急告知FMラジオを採用している（新潟市北区・東区・中央区・江南区・西区・西蒲区が対象。もう一局はエフエム秋田）。

## 沿革
- 1984年（昭和59年）11月：電波監理審議会の答申に基づき、郵政省（現在の総務省）は新潟県にFM放送の周波数割り当てを実施[4]。
- 1987年（昭和62年）
  - 4月10日：会社設立。
  - 8月下旬 - 9月初旬：試験電波送信。
  - 10月1日：新潟県内初の民放エフエム局として全国24番目に開局[3]。同日、弥彦送信所（新潟局）・高田中継局・大和中継局稼動開始[注 1]。
- 1991年（平成3年）7月10日：安塚中継局稼動開始。
- 1995年（平成7年）3月29日：文字多重放送（見えるラジオ文字多重放送）本免許取得。3日後の4月1日に同放送を開始する。コールサインはJOXU-FCM。
- 1997年（平成9年）1月22日：糸魚川中継局・越後湯沢中継局稼動開始。
- 1998年（平成10年）12月17日：津川中継局・津南中継局稼動開始。
- 2003年（平成15年）5月19日：現在地に本社移転とともに、万代シテイサテライトスタジオ（新潟市中央区八千代2-5-7 ビルボードプレイス2 1階エントランス）開局。
- 2008年（平成20年）4月1日：緊急地震速報の運用開始。NHK新潟放送局、新潟放送（BSNラジオ）、エフエムラジオ新潟、新潟県民エフエム放送（FM PORT、廃局）のアナウンサー、ナビゲーター共演「緊急地震速報 新潟県ラジオ4局からのお知らせ」のCMを放送する。
- 2012年（平成24年）4月2日：インターネットIPサイマルラジオ「radiko」に参加。12:00よりBSNラジオ・FM PORTとともに新潟県内のみにて実用化試験配信を開始[5]。
- 2014年（平成26年）3月31日：文字多重放送廃止。
- 2018年（平成30年）4月28日：LIKEリアル総合住宅展示場を開設。
- 2023年（令和5年）5月7日：LIKEリアル総合住宅展示場の展示期間終了。

## 会社概要
本社・演奏所
- 〒950-8581 新潟県新潟市中央区幸西四丁目3番5号

東京支社
- 東京都千代田区麹町一丁目8番地 JFNセンタービル4階

サテライトスタジオ（FM-NIIGATA万代シテイサテライトスタジオ）
- 新潟県新潟市中央区八千代二丁目5番7号

関連事業
- NIIGATA LOTS（ライブ・イベントスペース、子会社のLOTSプロモーションが運営）：新潟県新潟市中央区幸西四丁目3番5号（本社所在地）
- FM-NIIGATA LIKEリアル総合住宅展示場[6]：新潟県新潟市中央区女池上山五丁目304番地1

## 資本構成
企業・団体の名称、個人の肩書は当時のもの。出典：

### 2015年3月31日 - 2016年3月31日
| 資本金 | 発行済株式総数 | 株主数 |
| ------ | -------------- | ------ |
| 1億円  | 16,000株       | 66     |

| 株主                             | 株式数  | 比率  |
| -------------------------------- | ------- | ----- |
| 読売新聞東京本社                 | 1,545株 | 9.65% |
| エフエム東京                     | 0,960株 | 6.00% |
| 本間達郎                         | 0,784株 | 4.90% |
| 第四銀行                         | 0,720株 | 4.50% |
| ジャパンエフエムネットワーク     | 0,684株 | 4.27% |
| ブルボン                         | 0,640株 | 4.00% |
| フジ・メディア・ホールディングス | 0,544株 | 3.40% |
| 日本経済新聞社                   | 0,544株 | 3.40% |
| テレビ新潟放送網                 | 0,480株 | 3.00% |
| 新潟テレビ21                     | 0,480株 | 3.00% |
| 佐渡汽船                         | 0,480株 | 3.00% |
| 新潟交通                         | 0,480株 | 3.00% |
| 北越銀行                         | 0,480株 | 3.00% |
| みずほ銀行                       | 0,480株 | 3.00% |
| 越後交通                         | 0,432株 | 2.70% |

## 周波数・出力
| 親局     | 周波数  | 出力 | 備考          |
| -------- | ------- | ---- | ------------- |
| 新潟     | 77.5MHz | 1kW  | NHKと共同使用 |
| 中継局   | 周波数  | 出力 | 備考          |
| 高田     | 84.7MHz | 30W  |               |
| 大和     | 86.5MHz | 1kW  |               |
| 安塚     | 80.4MHz | 10W  |               |
| 糸魚川   | 79.2MHz | 100W |               |
| 越後湯沢 | 81.7MHz | 1W   |               |
| 津川     | 80.2MHz | 10W  |               |
| 津南     | 80.2MHz | 10W  |               |

## 主な番組
日曜深夜（月曜未明）を除き、5:00起点で24時間終日放送（日曜深夜（月曜未明） 25:30 - 28:00休止）※月曜のみ、4:00放送開始。

### 現在放送中の番組
2025年6月時点、自社制作番組は太字で記載。現在の番組の詳細は、公式サイトの番組一覧あるいはタイムテーブルを参照。

#### 平日
| 時 | 月曜日 | 火曜日 | 水曜日 | 木曜日 | 金曜日                                                                                           |
| --- | --- | --- | --- | --- | ------------------------------------------------------------------------------------------------ |
| 5 | 5:00 NOA's ASIAN TREND（JFNC）                                                                                          | （続き）Memories & Discoveries（JFNC）                                                                                  | （続き）Memories & Discoveries（JFNC）                                                                                  | （続き）Memories & Discoveries（JFNC）                                                                                  | （続き）Memories & Discoveries（JFNC）                                                           |
| 5 | 5:30 REAL SPORTS（JFNC）                                                                                                | | | |                                                                                                  |
| 6 | 6:00 ONE MORNING（TOKYO FM） ▽6:55 MY OLYMPIC ▽7:00 MORNING HEADLINE ▽7:10 リポビタンD TREND NET                        | 6:00 ONE MORNING（TOKYO FM） ▽6:55 MY OLYMPIC ▽7:00 MORNING HEADLINE ▽7:10 リポビタンD TREND NET                        | 6:00 ONE MORNING（TOKYO FM） ▽6:55 MY OLYMPIC ▽7:00 MORNING HEADLINE ▽7:10 リポビタンD TREND NET                        | 6:00 ONE MORNING（TOKYO FM） ▽6:55 MY OLYMPIC ▽7:00 MORNING HEADLINE ▽7:10 リポビタンD TREND NET                        | 6:00 ONE MORNING（TOKYO FM） ▽6:55 MY OLYMPIC ▽7:00 MORNING HEADLINE ▽7:10 リポビタンD TREND NET |
| 7 | 6:00 ONE MORNING（TOKYO FM） ▽6:55 MY OLYMPIC ▽7:00 MORNING HEADLINE ▽7:10 リポビタンD TREND NET                        | 6:00 ONE MORNING（TOKYO FM） ▽6:55 MY OLYMPIC ▽7:00 MORNING HEADLINE ▽7:10 リポビタンD TREND NET                        | 6:00 ONE MORNING（TOKYO FM） ▽6:55 MY OLYMPIC ▽7:00 MORNING HEADLINE ▽7:10 リポビタンD TREND NET                        | 6:00 ONE MORNING（TOKYO FM） ▽6:55 MY OLYMPIC ▽7:00 MORNING HEADLINE ▽7:10 リポビタンD TREND NET                        | 6:00 ONE MORNING（TOKYO FM） ▽6:55 MY OLYMPIC ▽7:00 MORNING HEADLINE ▽7:10 リポビタンD TREND NET |
| 7:30 FM HEAD LINE ▽8:00 イエローハット TODAY'S KEY NUMBER（TOKYO FM） ▽8:09 今日のスポーツ（TOKYO FM） ▽8:10 NEW TREND ONE / Letter for the next（TOKYO FM） | | | | |                                                                                                  |
| 8 | | | | |                                                                                                  |
| 8:55 FM-NIIGATAニュース | | | | |                                                                                                  |
| 9 | 9:00 Gottcha!! ▽9:55 FM Information 第3月曜 新潟市緊急告知FMラジオ情報 第4月曜 弥彦村緊急告知FMラジオ情報               | 9:00 Gottcha!! ▽9:55 FM Information 第3月曜 新潟市緊急告知FMラジオ情報 第4月曜 弥彦村緊急告知FMラジオ情報               | 9:00 Gottcha!! ▽9:55 FM Information 第3月曜 新潟市緊急告知FMラジオ情報 第4月曜 弥彦村緊急告知FMラジオ情報               | 9:00 Gottcha!! ▽9:55 FM Information 第3月曜 新潟市緊急告知FMラジオ情報 第4月曜 弥彦村緊急告知FMラジオ情報               | 9:00 CH2020 ▽9:55 FM Information                                                                 |
| 10 | 9:00 Gottcha!! ▽9:55 FM Information 第3月曜 新潟市緊急告知FMラジオ情報 第4月曜 弥彦村緊急告知FMラジオ情報               | 9:00 Gottcha!! ▽9:55 FM Information 第3月曜 新潟市緊急告知FMラジオ情報 第4月曜 弥彦村緊急告知FMラジオ情報               | 9:00 Gottcha!! ▽9:55 FM Information 第3月曜 新潟市緊急告知FMラジオ情報 第4月曜 弥彦村緊急告知FMラジオ情報               | 9:00 Gottcha!! ▽9:55 FM Information 第3月曜 新潟市緊急告知FMラジオ情報 第4月曜 弥彦村緊急告知FMラジオ情報               | 9:00 CH2020 ▽9:55 FM Information                                                                 |
| 10:50 アサヒアレックス HEART MADE LIBRARY | 9:00 Gottcha!! ▽9:55 FM Information 第3月曜 新潟市緊急告知FMラジオ情報 第4月曜 弥彦村緊急告知FMラジオ情報               | 9:00 Gottcha!! ▽9:55 FM Information 第3月曜 新潟市緊急告知FMラジオ情報 第4月曜 弥彦村緊急告知FMラジオ情報               | 9:00 Gottcha!! ▽9:55 FM Information 第3月曜 新潟市緊急告知FMラジオ情報 第4月曜 弥彦村緊急告知FMラジオ情報               | 9:00 Gottcha!! ▽9:55 FM Information 第3月曜 新潟市緊急告知FMラジオ情報 第4月曜 弥彦村緊急告知FMラジオ情報               |                                                                                                  |
| 10:55 Power Play | | | | |                                                                                                  |
| 11 | 11:00 ディア・フレンズ（TOKYO FM）                                                                                      | 11:00 ディア・フレンズ（TOKYO FM）                                                                                      | 11:00 ディア・フレンズ（TOKYO FM）                                                                                      | 11:00 ディア・フレンズ（TOKYO FM）                                                                                      | 11:00 松任谷由実のYuming Chord（TOKYO FM）                                                       |
| 11 | 11:30 MINI NIIGATA Presents My Favorite Place                                                                           | 11:30 宝石みのわ presents 宝石物語                                                                                      | 11:30 もみの木ハウス あったかラジヲ                                                                                     | 11:30 VIP GROUP Presents 横内美紗のStory ～Colorful Flower～                                                            | 11:30 Friday Cat                                                                                 |
| 11 | 11:55 FM-NIIGATAニュース                                                                                                | | | |                                                                                                  |
| 12 | 12:00 VIP GROUP Presents GENIC のうたた寝RADIO                                                                          | 12:00 にいがた2kmラジオ                                                                                                 | 12:00 VIP GROUP Presents What's ゆうすけ、午後もがんばるってよ。                                                        | 12:00 松本莉緒のSlow Life NIIGATA                                                                                       | 12:00 ブルボン presents Shining Star（TOKYO FM）                                                 |
| 12 | 12:25 Power Play | 12:00 にいがた2kmラジオ                                                                                                 | 12:25 Power Play | 12:00 松本莉緒のSlow Life NIIGATA                                                                                       | 12:25 Power Play                                                                                 |
| 12 | 12:30 五泉に決めよう!ひゃんでいいまち                                                                                   | 12:00 にいがた2kmラジオ                                                                                                 | 12:30 ー 聞いて 知って 選びたくなる!ー 三条市 えんがわでランチブレイク                                                  | 12:00 松本莉緒のSlow Life NIIGATA                                                                                       | 12:30 小千谷をもっと好きになる 金曜はおぢゃトーーーク!                                           |
| 12 | 12:50 Power Play | 12:00 にいがた2kmラジオ                                                                                                 | 12:50 Power Play | 12:00 松本莉緒のSlow Life NIIGATA                                                                                       | 12:50 アクサ生命 presents Make Ones Dream                                                        |
| 12 | 12:50 Power Play | 12:55 Power Play | 12:50 Power Play | 12:55 Power Play | 12:55 Power Play                                                                                 |
| 13 | 13:00 デイリーフライヤー（JFNC）                                                                                        | 13:00 デイリーフライヤー（JFNC）                                                                                        | 13:00 デイリーフライヤー（JFNC）                                                                                        | 13:00 デイリーフライヤー（JFNC）                                                                                        | 13:00 デイリーフライヤー（JFNC）                                                                 |
| 13 | 13:30 GO!GO!PARTY! 〜ゴゴパリ〜 ▽13:55 JFNラジオショッピング（JFNC） ▽14:50 PowerPlay ▽14:55 IMP.のIMPickup（TOKYO FM） | 13:30 GO!GO!PARTY! 〜ゴゴパリ〜 ▽13:55 JFNラジオショッピング（JFNC） ▽14:50 PowerPlay ▽14:55 IMP.のIMPickup（TOKYO FM） | 13:30 GO!GO!PARTY! 〜ゴゴパリ〜 ▽13:55 JFNラジオショッピング（JFNC） ▽14:50 PowerPlay ▽14:55 IMP.のIMPickup（TOKYO FM） | 13:30 GO!GO!PARTY! 〜ゴゴパリ〜 ▽13:55 JFNラジオショッピング（JFNC） ▽14:50 PowerPlay ▽14:55 IMP.のIMPickup（TOKYO FM） | 13:30 SOUND SPLASH ▽13:55 Power Play ▽14:50 Power Play ▽14:55 IMP.のIMPickup（TOKYO FM）         |
| 14 | 13:30 GO!GO!PARTY! 〜ゴゴパリ〜 ▽13:55 JFNラジオショッピング（JFNC） ▽14:50 PowerPlay ▽14:55 IMP.のIMPickup（TOKYO FM） | 13:30 GO!GO!PARTY! 〜ゴゴパリ〜 ▽13:55 JFNラジオショッピング（JFNC） ▽14:50 PowerPlay ▽14:55 IMP.のIMPickup（TOKYO FM） | 13:30 GO!GO!PARTY! 〜ゴゴパリ〜 ▽13:55 JFNラジオショッピング（JFNC） ▽14:50 PowerPlay ▽14:55 IMP.のIMPickup（TOKYO FM） | 13:30 GO!GO!PARTY! 〜ゴゴパリ〜 ▽13:55 JFNラジオショッピング（JFNC） ▽14:50 PowerPlay ▽14:55 IMP.のIMPickup（TOKYO FM） | 13:30 SOUND SPLASH ▽13:55 Power Play ▽14:50 Power Play ▽14:55 IMP.のIMPickup（TOKYO FM）         |
| 15 | 13:30 GO!GO!PARTY! 〜ゴゴパリ〜 ▽13:55 JFNラジオショッピング（JFNC） ▽14:50 PowerPlay ▽14:55 IMP.のIMPickup（TOKYO FM） | 13:30 GO!GO!PARTY! 〜ゴゴパリ〜 ▽13:55 JFNラジオショッピング（JFNC） ▽14:50 PowerPlay ▽14:55 IMP.のIMPickup（TOKYO FM） | 13:30 GO!GO!PARTY! 〜ゴゴパリ〜 ▽13:55 JFNラジオショッピング（JFNC） ▽14:50 PowerPlay ▽14:55 IMP.のIMPickup（TOKYO FM） | 13:30 GO!GO!PARTY! 〜ゴゴパリ〜 ▽13:55 JFNラジオショッピング（JFNC） ▽14:50 PowerPlay ▽14:55 IMP.のIMPickup（TOKYO FM） | 13:30 SOUND SPLASH ▽13:55 Power Play ▽14:50 Power Play ▽14:55 IMP.のIMPickup（TOKYO FM）         |
| 15:46 あぐりずむ（TOKYO FM） | | | | | 13:30 SOUND SPLASH ▽13:55 Power Play ▽14:50 Power Play ▽14:55 IMP.のIMPickup（TOKYO FM）         |
| 15:55 FM-NIIGATAニュース | | | | |                                                                                                  |
| 16 | 16:00 SOUND SPLASH ▽16:55 FMインフォメーション ▽17:28 My First Music（月曜 - 木曜、TOKYO FM）                           | 16:00 SOUND SPLASH ▽16:55 FMインフォメーション ▽17:28 My First Music（月曜 - 木曜、TOKYO FM）                           | 16:00 SOUND SPLASH ▽16:55 FMインフォメーション ▽17:28 My First Music（月曜 - 木曜、TOKYO FM）                           | 16:00 SOUND SPLASH ▽16:55 FMインフォメーション ▽17:28 My First Music（月曜 - 木曜、TOKYO FM）                           | 16:00 SOUND SPLASH ▽16:55 FMインフォメーション ▽17:28 My First Music（月曜 - 木曜、TOKYO FM）    |
| 17 | 16:00 SOUND SPLASH ▽16:55 FMインフォメーション ▽17:28 My First Music（月曜 - 木曜、TOKYO FM）                           | 16:00 SOUND SPLASH ▽16:55 FMインフォメーション ▽17:28 My First Music（月曜 - 木曜、TOKYO FM）                           | 16:00 SOUND SPLASH ▽16:55 FMインフォメーション ▽17:28 My First Music（月曜 - 木曜、TOKYO FM）                           | 16:00 SOUND SPLASH ▽16:55 FMインフォメーション ▽17:28 My First Music（月曜 - 木曜、TOKYO FM）                           | 16:00 SOUND SPLASH ▽16:55 FMインフォメーション ▽17:28 My First Music（月曜 - 木曜、TOKYO FM）    |
| 18 | 16:00 SOUND SPLASH ▽16:55 FMインフォメーション ▽17:28 My First Music（月曜 - 木曜、TOKYO FM）                           | 16:00 SOUND SPLASH ▽16:55 FMインフォメーション ▽17:28 My First Music（月曜 - 木曜、TOKYO FM）                           | 16:00 SOUND SPLASH ▽16:55 FMインフォメーション ▽17:28 My First Music（月曜 - 木曜、TOKYO FM）                           | 16:00 SOUND SPLASH ▽16:55 FMインフォメーション ▽17:28 My First Music（月曜 - 木曜、TOKYO FM）                           | 16:00 SOUND SPLASH ▽16:55 FMインフォメーション ▽17:28 My First Music（月曜 - 木曜、TOKYO FM）    |
| 18:55 FM-NIIGATAニュース | | | | |                                                                                                  |
| 19 | 19:00 SPITZ 草野マサムネのロック大陸漫遊記（TOKYO FM）                                                                  | 19:00 NAMARA MIX | 19:00 JIN'S RADIO SHOW                                                                                                  | 19:00 PROPS | 19:00 アーティスト・プロデュース・スーパー・エディション （JFNC）                                |
| 19 | 19:55 Power Play | 19:00 NAMARA MIX | 19:00 JIN'S RADIO SHOW                                                                                                  | 19:55 Power Play | 19:55 Power Play                                                                                 |
| 20 | 20:00 Little Glee Monster 「Join Us!」（JFNC） ▽20:25 Power Play                                                        | 19:00 NAMARA MIX | 19:00 JIN'S RADIO SHOW                                                                                                  | 20:00 VIP GROUP Presents ハジラジ!                                                                                      | 20:00 Good ViveSOUP（JFNC） ▽20:30 yama びこラジオ（JFNC）                                       |
| 20 | 20:00 Little Glee Monster 「Join Us!」（JFNC） ▽20:25 Power Play                                                        | 19:00 NAMARA MIX | 19:00 JIN'S RADIO SHOW                                                                                                  | | 20:00 Good ViveSOUP（JFNC） ▽20:30 yama びこラジオ（JFNC）                                       |
| 20 | 20:30 Cheer Up! MONDAY                                                                                                  | 19:00 NAMARA MIX | 19:00 JIN'S RADIO SHOW                                                                                                  | | 20:00 Good ViveSOUP（JFNC） ▽20:30 yama びこラジオ（JFNC）                                       |
| 20 | 20:55 Power Play | | | |                                                                                                  |
| 21 | 21:00 NGT48のえっさこいさRADIO                                                                                          | 21:00 ハリセンボンの「かっぽじ気分」（JFNC）                                                                            | 21:00 高橋優のリアラジ（JFNC）                                                                                          | 21:00 NCT 127 ユウタのYUTA at Home（InterFM）                                                                           | 21:00 ネギStyle                                                                                  |
| 21 | 21:25 Power Play | 21:25 川谷絵音の約30分我慢してくれませんか（JFNC）                                                                      | 21:00 高橋優のリアラジ（JFNC）                                                                                          | 21:00 NCT 127 ユウタのYUTA at Home（InterFM）                                                                           | 21:00 ネギStyle                                                                                  |
| 21 | 21:30 もつ焼でん Presents 佐渡に恋っちゃ! 佐渡トキロック保護センター                                                    | 21:25 川谷絵音の約30分我慢してくれませんか（JFNC）                                                                      | 21:30 イナズマロックレディオ（JFNC）                                                                                    | 21:30 クリープハイプ尾崎世界観の声にしがみついて（JFNC）                                                                | 21:30 ハラミちゃんのハラミファソRadio♪（JFNC）                                                   |
| 21 | 21:55 Power Play | | | |                                                                                                  |
| 22 | 22:00 SCHOOL OF LOCK!（TOKYO FM）                                                                                       | 22:00 SCHOOL OF LOCK!（TOKYO FM）                                                                                       | 22:00 SCHOOL OF LOCK!（TOKYO FM）                                                                                       | 22:00 SCHOOL OF LOCK!（TOKYO FM）                                                                                       | 22:00 SCHOOL OF LOCK! FRIDAY 学校運営戦略会議（TOKYO FM） ▽22:30 ビーバーLOCKS!                  |
| 22 | 22:00 SCHOOL OF LOCK!（TOKYO FM）                                                                                       | 22:00 SCHOOL OF LOCK!（TOKYO FM）                                                                                       | 22:00 SCHOOL OF LOCK!（TOKYO FM）                                                                                       | 22:00 SCHOOL OF LOCK!（TOKYO FM）                                                                                       | 22:55 Power Play                                                                                 |
| 23 | 22:00 SCHOOL OF LOCK!（TOKYO FM）                                                                                       | 22:00 SCHOOL OF LOCK!（TOKYO FM）                                                                                       | 22:00 SCHOOL OF LOCK!（TOKYO FM）                                                                                       | 22:00 SCHOOL OF LOCK!（TOKYO FM）                                                                                       | 23:00 もにゅそで 知らんけどアッパー（TOKYO FM）                                                  |
| 23 | 23:55 Power Play | | | |                                                                                                  |
| 0 | 0:00 JET STREAM（TOKYO FM）                                                                                             | 0:00 JET STREAM（TOKYO FM）                                                                                             | 0:00 JET STREAM（TOKYO FM）                                                                                             | 0:00 JET STREAM（TOKYO FM）                                                                                             | 0:00 JET STREAM（TOKYO FM）                                                                      |
| 0 | 0:55 Rolling Stone Cafe（JFNC）                                                                                         | | | |                                                                                                  |
| 1 | 1:00 TOKYO SPEAKEASY（TOKYO FM）                                                                                        | 1:00 TOKYO SPEAKEASY（TOKYO FM）                                                                                        | 1:00 TOKYO SPEAKEASY（TOKYO FM）                                                                                        | 1:00 TOKYO SPEAKEASY（TOKYO FM）                                                                                        | 1:00 From INI（JFNC）                                                                            |
| 2 | 2:00 Audee CONNECT（月 - 水 TOKYO FM・JFNC ／木 FM大阪・JFNC）                                                          | 2:00 Audee CONNECT（月 - 水 TOKYO FM・JFNC ／木 FM大阪・JFNC）                                                          | 2:00 Audee CONNECT（月 - 水 TOKYO FM・JFNC ／木 FM大阪・JFNC）                                                          | 2:00 Audee CONNECT（月 - 水 TOKYO FM・JFNC ／木 FM大阪・JFNC）                                                          | 1:00 From INI（JFNC）                                                                            |
| 3 | 2:00 Audee CONNECT（月 - 水 TOKYO FM・JFNC ／木 FM大阪・JFNC）                                                          | 2:00 Audee CONNECT（月 - 水 TOKYO FM・JFNC ／木 FM大阪・JFNC）                                                          | 2:00 Audee CONNECT（月 - 水 TOKYO FM・JFNC ／木 FM大阪・JFNC）                                                          | 2:00 Audee CONNECT（月 - 水 TOKYO FM・JFNC ／木 FM大阪・JFNC）                                                          | 1:00 ウチらのイイブン!（JFNC）                                                                   |
| 4 | 4:00 Memories & Discoveries（JFNC）                                                                                     | 4:00 Memories & Discoveries（JFNC）                                                                                     | 4:00 Memories & Discoveries（JFNC）                                                                                     | 4:00 Memories & Discoveries（JFNC）                                                                                     | 1:00 ウチらのイイブン!（JFNC）                                                                   |

#### 週末
|    | 土曜日                                                                             | 日曜日                                                                                 |
| 5  | 5:00 Sound Library〜世界にひとつだけの本〜（JFNC）                                 | 5:00 要のある音楽（JFNC）                                                              |
| 5  | 5:30 Jazz Reminiscence（JFNC）                                                     | 5:30 SING LIKE TALKING 佐藤竹善のアンダンテ（JFNC）                                    |
| 5  | 5:55 Power Play                                                                    |                                                                                        |
| 6  | 6:00 From Athlete!（JFNC）                                                         | 6:00 FINE 〜ココロとカラダにいいラジオ〜                                               |
| 6  | 6:00 From Athlete!（JFNC）                                                         | 6:55 Power Play                                                                        |
| 7  | 6:00 From Athlete!（JFNC）                                                         | 7:00 杉浦太陽・村上佳菜子 日曜まなびより（TOKYO FM）                                   |
| 7  | 7:25 山田五郎と中川翔子の『リミックスZ』（JFNC）                                   | 7:25 ゴルフ大好き宣言（JFNC）                                                          |
| 7  | 7:25 山田五郎と中川翔子の『リミックスZ』（JFNC）                                   | 7:30 天使のモーニングコール（幸福の科学）                                              |
| 7  | 7:55 Power Play                                                                    |                                                                                        |
| 8  | 8:00 JIN'S Morning Radio Show ▽8:55 FM NIIGATA ニュース                            | 8:00 いきものがかり吉岡聖恵のうたいろRadio（JFNC）                                     |
| 8  | 8:00 JIN'S Morning Radio Show ▽8:55 FM NIIGATA ニュース                            | 8:30 STARTING A BUSINESS                                                               |
| 8  | 8:00 JIN'S Morning Radio Show ▽8:55 FM NIIGATA ニュース                            | 8:45 Do The Shuffle ～AI音選部～（JFNC）                                               |
| 8  | 8:00 JIN'S Morning Radio Show ▽8:55 FM NIIGATA ニュース                            | 8:55 FM NIIGATA ニュース                                                               |
| 9  | 8:00 JIN'S Morning Radio Show ▽8:55 FM NIIGATA ニュース                            | 9:00 ART MIX JAPAN RADIO                                                               |
| 9  | 8:00 JIN'S Morning Radio Show ▽8:55 FM NIIGATA ニュース                            | 9:30 VIP GROUP Presents 咲くはな                                                       |
| 9  | 9:55 FMインフォメーション                                                          |                                                                                        |
| 10 | 10:00 SPORTS BEAT supported by TOYOTA（TOKYO FM）                                  | 10:00 ASKA Terminal Melody（TOKYO FM）                                                 |
| 10 | 10:00 SPORTS BEAT supported by TOYOTA（TOKYO FM）                                  | 10:30 YKK AP presents 皆藤愛子の窓Cafe' 〜窓辺でCafe'Time〜（TOKYO FM）                |
| 10 | 10:50 コスモ アースコンシャスアクト 未来へのメッセージ （TOKYO FM）                |                                                                                        |
| 10 | 10:55 FMインフォメーション                                                         |                                                                                        |
| 11 | 11:00 RADIO NME JAPAN 〜NEW MUSICAL EXPRESS JAPAN〜（JFNC）                        | 11:00 菊池風磨 hoursz（TOKYO FM）                                                      |
| 11 | 11:00 RADIO NME JAPAN 〜NEW MUSICAL EXPRESS JAPAN〜（JFNC）                        | 11:30 木村拓哉 FLOW（TOKYO FM）                                                        |
| 11 | 11:55 FM NIIGATA ニュース                                                          |                                                                                        |
| 12 | 12:00 Let's GO TO NIIGATA!!!!! サタナビ                                            | 12:00 津田健次郎 SPEA/KING（TOKYO FM）                                                 |
| 12 | 12:00 Let's GO TO NIIGATA!!!!! サタナビ                                            | 12:30 CHINTAI presents きゃりーぱみゅぱみゅ Chapter＃0〜Touch Your Heart〜（TOKYO FM） |
| 12 | 12:55 FMインフォメーション                                                         | 12:55 Power Play                                                                       |
| 13 | 13:00 JA全農 COUNTDOWN JAPAN（TOKYO FM）                                           | 13:00 いいこと、聴いた（TOKYO FM）                                                     |
| 13 | 13:53 KUMON 全国の大学生 笑顔100点満点リレー（TOKYO FM）                           | 13:00 いいこと、聴いた（TOKYO FM）                                                     |
| 13 | 13:55 Power Play                                                                   | 13:55 WEATHER Report                                                                   |
| 14 | 14:00 福山雅治 福のラジオ（TOKYO FM）                                              | 14:00 山下達郎の楽天カード サンデー・ソングブック（TOKYO FM）                          |
| 14 | 14:55 Power Play                                                                   | 14:55 FM Information NEXCO東日本ハイウェイインフォメーション                           |
| 15 | 15:00 おと、をかし（TOKYO FM）                                                     | 15:00 日本郵便 SUNDAY'S POST（TOKYO FM）                                               |
| 15 | 15:25 日本住宅ローン GO!GO!家族（TOKYO FM）                                        | 15:00 日本郵便 SUNDAY'S POST（TOKYO FM）                                               |
| 15 | 15:30 広瀬すずの「よはくじかん」（TOKYO FM）                                       |                                                                                        |
| 15 | 15:50 ルートインホテルズ presents とっておきここだけの旅～ここ旅～（TOKYO FM）     |                                                                                        |
| 15 | 15:55 FM NIIGATA ニュース                                                          |                                                                                        |
| 16 | 16:00 リリー・フランキー「スナック ラジオ」（TOKYO FM）                            | 16:00 ももいろクローバーZのハッピー・クローバー!TOP10（TOKYO FM）                      |
| 16 | 16:55 Traffic & Weather                                                            |                                                                                        |
| 17 | 17:00 川島明 そもそもの話（TOKYO FM）                                              | 17:00 NISSAN あ、安部礼司〜BEYOND THE AVERAGE（TOKYO FM）                              |
| 17 | 17:55 Traffic & Weather                                                            | 17:55 Power Play                                                                       |
| 18 | 18:00 AK-69 HOT69（NACK5）                                                         | 18:00 すとぷりころんのSTPRhythm!!（JFNC）                                              |
| 18 | 18:30 Da-iCEの大野雄大ッス！supported by BOAT RACE（JFNC）                         | 18:30 VIP Group Presents Mika's Pretty Thing                                           |
| 18 | 18:55 FM NIIGATA ニュース                                                          |                                                                                        |
| 19 | 19:00 もはや何者!?                                                                 | 19:00 Music Ride Story（JFNC）<月1回>村上RADIO（TOKYO FM）                             |
| 19 | 19:25 Power Play                                                                   | 19:00 Music Ride Story（JFNC）<月1回>村上RADIO（TOKYO FM）                             |
| 19 | 19:30 丸園音楽堂（JFNC）                                                           | 19:00 Music Ride Story（JFNC）<月1回>村上RADIO（TOKYO FM）                             |
| 19 | 19:55 Power Play                                                                   |                                                                                        |
| 20 | 20:00 S.I.N Next Generation（JFNC）                                                | 20:00 有吉弘行のSUNDAY NIGHT DREAMER（JFNC） ▽20:55 Power Play                         |
| 20 | 20:55 Power Play                                                                   | 20:00 有吉弘行のSUNDAY NIGHT DREAMER（JFNC） ▽20:55 Power Play                         |
| 21 | 21:00 GENERATIONSのGENETALK（JFNC） ▽21:25 Power Play                              | 20:00 有吉弘行のSUNDAY NIGHT DREAMER（JFNC） ▽20:55 Power Play                         |
| 21 | 21:30 水口 ″PITPI” 晴幸のKeep on! Rollin’                                          | 20:00 有吉弘行のSUNDAY NIGHT DREAMER（JFNC） ▽20:55 Power Play                         |
| 21 | 21:55 Power Play                                                                   |                                                                                        |
| 22 | 22:00 ドリームハート（TOKYO FM）                                                   | 22:00 Laid-Back radio（JFNC） ▽22:30 TOKI CHIC RADIO（JFNC）                           |
| 22 | 22:30 SEKAI NO OWARI “The House”（TOKYO FM）                                       | 22:00 Laid-Back radio（JFNC） ▽22:30 TOKI CHIC RADIO（JFNC）                           |
| 22 | 22:55 Power Play                                                                   |                                                                                        |
| 23 | 23:00 桑田佳祐のやさしい夜遊び（TOKYO FM）                                         | 23:00 鈴木敏夫のジブリ汗まみれ（TOKYO FM）                                             |
| 23 | 23:00 桑田佳祐のやさしい夜遊び（TOKYO FM）                                         | 23:30 The Classic（TOKYO FM）                                                          |
| 23 | 23:55 Power Play                                                                   |                                                                                        |
| 0  | 0:00 ミッドナイト・ダイバーシティー〜正気のSaturday Night（JFNC） ▽0:55 Power Play | 0:00 週刊アコギ倶楽部                                                                  |
| 0  | 0:00 ミッドナイト・ダイバーシティー〜正気のSaturday Night（JFNC） ▽0:55 Power Play | 0:30 月曜日を好きになりたいあなたへPlus!                                               |
| 0  | 0:00 ミッドナイト・ダイバーシティー〜正気のSaturday Night（JFNC） ▽0:55 Power Play | 0:55 Power Play                                                                        |
| 1  | 0:00 ミッドナイト・ダイバーシティー〜正気のSaturday Night（JFNC） ▽0:55 Power Play | （1:00 - 4:00 放送休止）                                                               |
| 2  | 2:00 国分太一 Radio Box（JFNC）                                                    | （1:00 - 4:00 放送休止）                                                               |
| 3  | 3:00 風とロック（TOKYO FM）                                                        | （1:00 - 4:00 放送休止）                                                               |
| 3  | 3:30 cross-dominance MUSIC TOURIST（JFNC）                                         | （1:00 - 4:00 放送休止）                                                               |
| 3  | 3:55 Power Play                                                                    | （1:00 - 4:00 放送休止）                                                               |
| 4  | 4:00 坂崎さんの番組という番組（JFNC）                                              | 4:00 LEGENDS（JFNC）                                                                   |
| 4  | 4:55 Power Play                                                                    |                                                                                        |

## パーソナリティ・ナレーター・リポーター
- ミノルクリス滝沢（滝沢稔）
- ヤン
- 中村智景
- 上村知世
- 外山優子（ニュース）
- 真木美智代（ニュース）
- 後藤綾子（ニュース）
- 新田あさこ（ニュース）
- 東村里恵子（ニュース）
- 松村道子（ニュース）
- 村井杏
- 西條詩菜
- 本間紗理奈
- 鎌田アレクシッチさやか
- MikaWalker
- 清野幹
- 細貝恵美
- 斉藤瞳
- 関田将人
- DJYAGI
- 酒井春奈[15]
- 木村あさみ
- 島村仁[13]
- 井口眞緒

### 元局アナウンサー・パーソナリティ・ナレーター・リポーター
- 藤野綾子
- 西脇えり子
- 池田きよみ
- 小方恵子
- 杉原孝行
- 根本宣彦（現東北放送アナウンサー）
- 小向真里子（現QVCナビゲーターの西貝真里子）
- 内山理津子
- 高橋有希子
- 村瀬充子
- 菅原克彦
- 棚橋美稚誉
- 小尾浩子
- ロビン
- 番井奈歩
- 藤沢けい
- ハカセ
- 佐藤恵子
- 吉田鉄太郎
- 石田真美子
- 近藤京子
- 小林三四郎
- カオリ
- 宮田和弥
- 小形哲一
- 山田南実
- 岡田朗
- 木竜亜希子
- 小出真人
- 中村ちひろ
- 渡辺奈菜
- 戸坂純子
- 波多野健
- 岡田花菜子
- 小坂和郎
- 日向葵
- 佐藤きみ恵
- YOSHIYOSHI（jav jav）
- 高橋聡未
- 丸山結
- PIECE4LINE（アーティスト）
- オコチャ
- 二瓶寿枝子
- 藤田真寿美
- 佐藤祐亮（アーティスト）
- 宇野実彩子
- 千葉暢彦
- 関根美紀
- 白岩ましろ
- 木村真珠美
- DJ ワカ
- MC SEKI（関篤）
- 中村博和
- 中静祐介
- 藤田美紀
- 佐藤多恵
- 大島奈穂美
- 大野ナオ
- 箕輪行泰
- anmi（箕輪美香）
- Rain book（アーティスト）
- Hilcrhyme
- DJ YOSHII
- MC USU
- 山之内善治（ - 2021年1月31日）

## スタジオ
- 万代シテイサテライトスタジオ（新潟市中央区八千代2ビルボードプレイス2・1階エントランス）現在地への本社移転後、移転前のスタジオが担っていた万代シテイでの放送を公開する機能を残すべく設置。
- 長岡サテライトスタジオ（長岡市川崎、ドコモショップ長岡川崎店 店内）(現在は閉鎖)
- 2011年4月 - 6月、国の緊急雇用創出基金に基づく事業事業を受託して村上、五泉、小千谷、妙高、糸魚川の5市でサテライト事務所を開設。観光、行政イベント等の地域情報を55分番組で週1回、生放送している。(現在は終了)

## その他
当局含めたJFN系列38局はACジャパン（旧・公共広告機構）の正会員企業の一つである。
平日夕方の生ワイド番組『SOUND SPLASH』は、本社移転前には金曜日のゲストコーナーのみテレビ新潟（TeNY）『夕方ワイド新潟一番』と同時放送を実施していた。
同時放送初期の頃は静止画テレビ電話を使用していたが、後に『新潟一番』が金曜日のみ万代シテイビルボードプレイスからの放送となったことに併せ、FM新潟第一スタジオにTeNYのビデオカメラを入れて放送を行うようになった。また当時のスタジオは、歩道に面してガラス張りで外から番組を放送する状況を見ることが出来たため、ゲスト出演中はスタジオの前はファンなどで賑わった。
その後『新潟一番』がビルボードプレイスからの放送を終了しTeNYからの放送に戻したため、それに併せこの同時放送も終了した。